# Oglasa lunifera
Oglasa lunifera är en fjärilsart som beskrevs av George Francis Hampson 1893. Oglasa lunifera ingår i släktet Oglasa och familjen nattflyn. Inga underarter finns listade i Catalogue of Life.